# Brooklynn Proulx
Brooklynn Marie Proulx (27 de abril de 1999) é uma atriz canadense com participação em filmes como O Segredo de Brokeback Mountain, O Assassinato de Jesse James Pelo Covarde Robert Ford, Te Amarei Para Sempre e Idas e Vindas do Amor.

## Filmografia
| Filmes | Filmes                                                     | Filmes                                                | Filmes                   |
| Ano    | Título Original                                            | Título (Brasil)                                       | Papel                    |
| ------ | ---------------------------------------------------------- | ----------------------------------------------------- | ------------------------ |
| 2004   | Man in the Mirror: The Michael Jackson Story               | Man in the Mirror: The Michael Jackson Story          | Paris Jackson (para TV)  |
| 2005   | Brokeback Mountain                                         | O Segredo de Brokeback Mountain                       | Jenny (aos 4)            |
| 2005   | Six Figures                                                | Six Figures                                           | Sophie                   |
| 2006   | Touch the Top of the World                                 | Touch the Top of the World                            | Emma (aos 6)             |
| 2007   | The Newtones                                               | The Newtones                                          | Hayley Newtone (para TV) |
| 2007   | Don't Cry Now                                              | Don't Cry Now                                         | Amanda (para TV)         |
| 2007   | The Assassination of Jesse James by the Coward Robert Ford | O Assassinato de Jesse James Pelo Covarde Robert Ford | Mary James               |
| 2007   | Lost Holiday: The Jim & Suzanne Shemwell Story             | Lost Holiday: The Jim & Suzanne Shemwell Story        | Taryn (para TV)          |
| 2008   | Fireflies in the Garden                                    | Um Segredo Entre Nós                                  | Leslie Lawrence          |
| 2008   | The Lazarus Project                                        | Entre a Vida e a Morte                                | Katie Garvey             |
| 2009   | The Time Traveler's Wife                                   | Te Amarei Para Sempre                                 | Clare (aos 6 e 8)        |
| 2010   | Shelter                                                    | Shelter                                               | Sammy                    |
| 2010   | Valentine's Day                                            | Idas e Vindas do Amor                                 | Madison                  |
| 2010   | Piranha 3-D                                                | Piranha 3-D                                           | Laura Forester           |
| Séries |                                                            |                                                       |                          |
| Ano    | Título                                                     | Papel                                                 | Notas                    |
| 2007   | Saving Grace                                               | Maddy                                                 | 1 episódio               |

## Prêmios e Indicações
| Prêmios | Prêmios   | Prêmios       | Prêmios            | Prêmios                  |
| Ano     | Resultado | Premiação     | Categoria          | Título                   |
| ------- | --------- | ------------- | ------------------ | ------------------------ |
| 2010    | Indicada  | Saturn Awards | Melhor Jovem Atriz | The Time Traveler's Wife |